# Heinrich Müller (calciatore 1888)
Heinrich Müller (Marsiglia, 10 giugno 1888 – Montreux, 11 maggio 1957) è stato un calciatore e allenatore di calcio svizzero, di ruolo difensore.

## Palmarès

### Giocatore

#### Competizioni nazionali
- Campionato svizzero: 3

Winterthur: 1905-1906, 1907-1908, 1916-1917